# 李富春
李富春（1900年5月22日—1975年1月9日），字任之，湖南长沙人，中国共产党和中华人民共和国政治人物，原正国级领导人。
李富春早年到法国勤工俭学，积极参加留法学生的革命活动。回国后任国民革命军第二军副党代表兼政治部主任，参与北伐战争。第一次国共内战时期，任中共江西省委代理书记、红军总政治部代主任，红三军团政委，参与长征。到达陕北后，任陕甘宁省委书记，抗日战争时期，任中共中央组织部副部长。第二次国共内战时期，任中共中央东北局副书记，东北人民政府副主席，东北军区副政委等职。 中华人民共和国成立后，历任政务院财政经济委员会副主任，中央人民政府重工业部部长，国家计划委员会副主任、主任，国务院副总理等职。

## 生平

### 早年生涯
1900年5月22日生于湖南长沙，并在此度过童年和学生时代。1919年10月，从长郡中学到法国勤工俭学。到法国后，做过钳工和火车司机，写下小说《一个法国兵的忏悔》。他还发表了《法国哈佛尔施乃德工厂的华工实况》的调查报告。1920年8月，和李维汉等一起将他参与发起建立的勤工俭学励进会改名为工学世界社，确定“以实行社会革命为宗旨”，参与多次政治斗争。

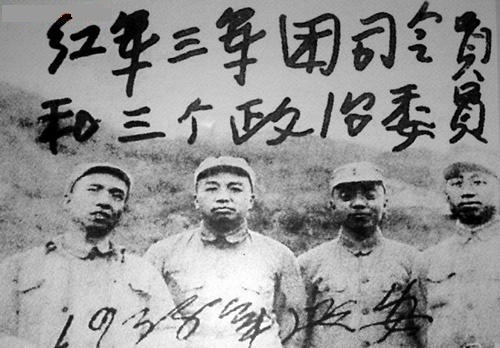
1938年，原红三军团军团长和三任政治委员于延安。左起：李富春、彭德怀、杨尚昆、滕代远。

1922年6月，李富春参与发起建立旅欧中国少年共产党，担任诺门地方支部书记。不久，转为中国共产党党员。1923年2月，旅欧中国少年共产党正式更名为旅欧中国共产主义青年团。同年8月起，历任旅欧中国共青团执委会委员、学生运动委员会主任、书记局成员、执委会委员长。1923年6月，李富春加入中国国民党，同年11月任国民党旅欧支部执行部宣传科主任，发表《国民党的新工作》一文。同年，李富春与蔡畅结婚，邓小平为证婚人。
1925年1月，李富春到苏联莫斯科东方劳动者共产主义大学学习，其间先后任中国共青团旅莫地方执委会委员、组织部主任，中共旅莫地方执委会委员、宣传部主任。同年夏，李富春回国，任中共广东区委军委委员，国民革命军第二军副党代表兼政治部主任、军法处处长，参加北伐战争。1927年，任內發生南京事件，後被國民政府發布通緝。国共破裂后，李富春在上海、香港做中共地下工作，历任江苏省委宣传部长、代理省委书记、上海法南区委书记，广东省委宣传部长、代理省委书记。1931年，进入中央苏区，任中共江西省委代理书记，参加了历次反围剿战争。
1934年9月，李富春担任红军总政治部副主任、代主任。1934年10月，李富春参加长征，1935年1月，李富春参与遵义会议。此后，历任红一方面军政治部主任、红三军团政委、陕甘支队第二纵队政委等职务。期间，李富春反对张国焘的南下路线，并随军到达陕北。1936年5月，任中共陕甘宁省委书记。

### 抗日战争与第二次国共内战时期
抗日战争时期，任中共中央组织部副部长。1939年初，李富春兼任中央财政经济委员会第一副主任（后兼中共中央财政经济部副部长和中央生产运动委员会副主任），直接领导陕甘宁边区财经工作，并参与组织大生产运动。1941年起又兼任中共中央副秘书长和中央书记处办公厅主任。李富春此时提出了“公私合作，公私两利”的原则，并在工作中加以应用。1944年，在中央直属单位大生产会议上作总结报告，获毛泽东等与会者赞扬。
1945年10月22日，李富春等乘坐美军飞机前往邯郸，于11月22日到沈阳。此后，李富春任中共中央西满分局书记、西满军区政治委员，在西满建立中共根据地。1947年5月起，任中共中央东北局常委、财经委员会书记。1948年起，任东北局副书记，东北军区副政委兼后勤部部长。主持东北解放区的财政经济工作，以及协助军队后勤工作。1949年8月，当选东北人民政府副主席。

### 中华人民共和国成立后

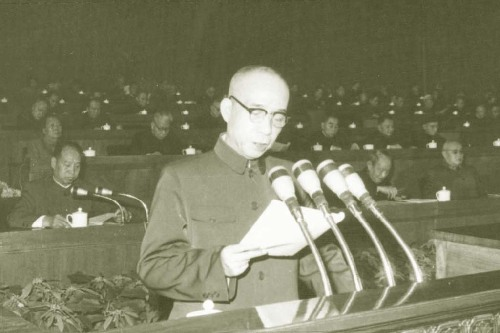
李富春在第二届全国人民代表大会第四次会议上作报告

中华人民共和国成立后，1950年4月，李富春任中央人民政府政务院政务委员、财政经济委员会副主任兼重工业部部长。1953年9月，兼任国家计委副主任。1954年9月起任国务院副总理兼国家计委主任。1956年，任中共中央政治局委员。1958年，被增补为中央书记处书记。李富春为国民经济的迅速恢复做了重要的工作。后主持全国的计划工作和财经工作，组织编制国民经济发展计划，参与一五计划等国民经济建设的一些重大方针政策的制订，是中国社会主义经济建设的奠基人之一。大跃进和三年大饥荒之后，李富春于1961年提出了“调整、巩固、充实、提高”的“八字方针”。
文化大革命爆发后，李富春协助周恩来主管经济工作，主持起草和下发了《关于抓革命促生产的通知》、《关于财政贸易和手工业方面若干政策问题的报告》，并支持有关部门起草《工交企业进行文化大革命的若干规定》。他还协助周恩来在保护受迫害的领导干部等方面做了大量工作。1966年8月中共八届十一中全会上，当选中央政治局常委。1967年，李富春与陈毅、叶剑英、谭震林、李先念、徐向前、聂荣臻等对文化大革命进行抗争，被指为“二月逆流”。李富春被诬为“黑俱乐部主任”，受到严重迫害。1969年10月，李富春被“战备疏散”到广东从化。

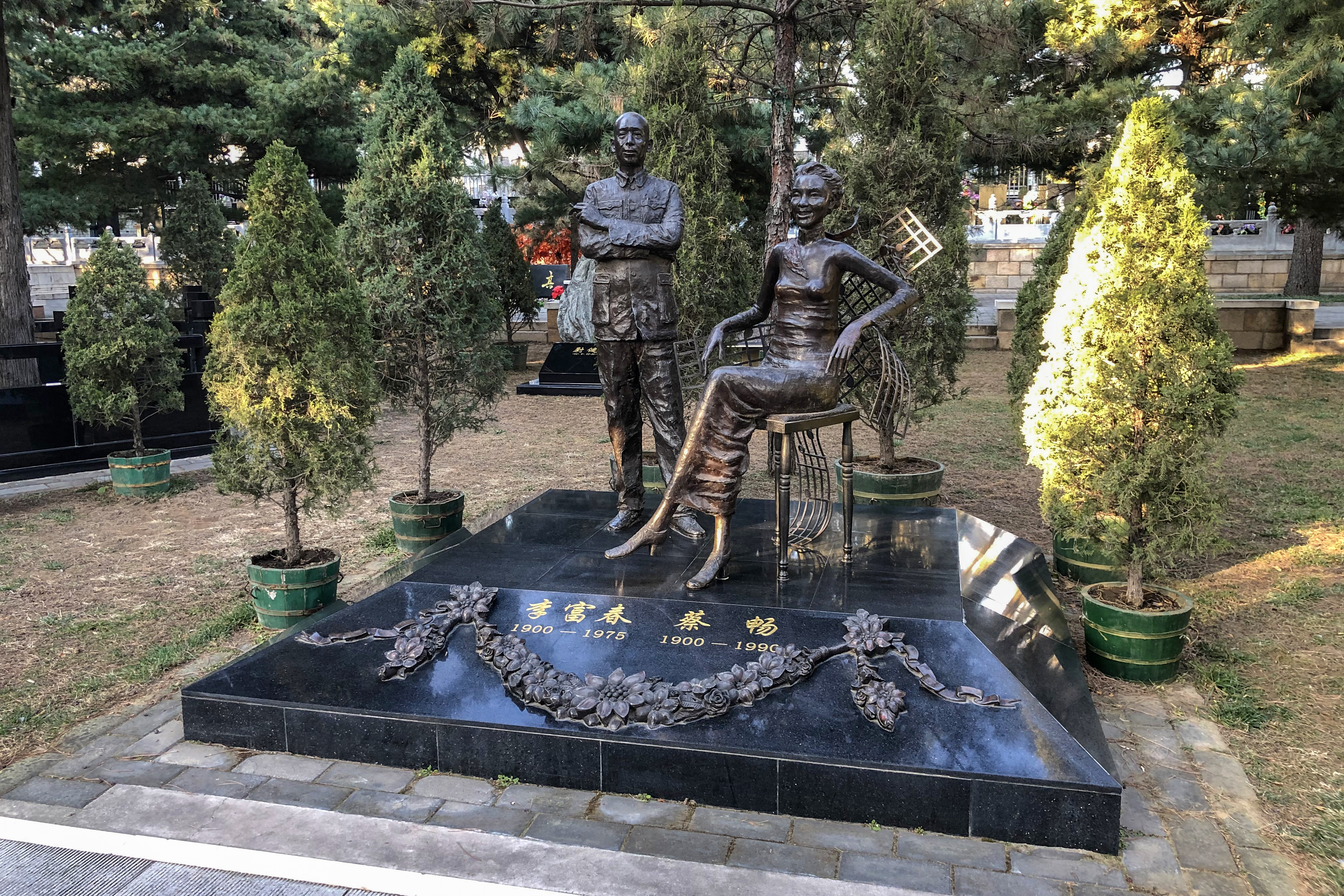
位于北京市八宝山革命公墓的李富春与蔡畅之墓

李富春是中共第七至十届中央委员，第八届中央书记处书记、政治局常委，第二、三、四届全国人民代表大会代表。1975年1月9日，李富春在北京病逝。同月，中共中央在人民大会堂举行追悼会，邓小平致悼词。

## 著作
《李富春选集》1992中国计划出版。收入李富春自1925年至1964年的重要文章、讲话共56篇。

## 家庭
李富春和蔡畅有一独生女李特特，曾和蔡和森的子女先后在苏联莫尼诺国际儿童院生活，接受苏联高等教育后回国。

## 故居

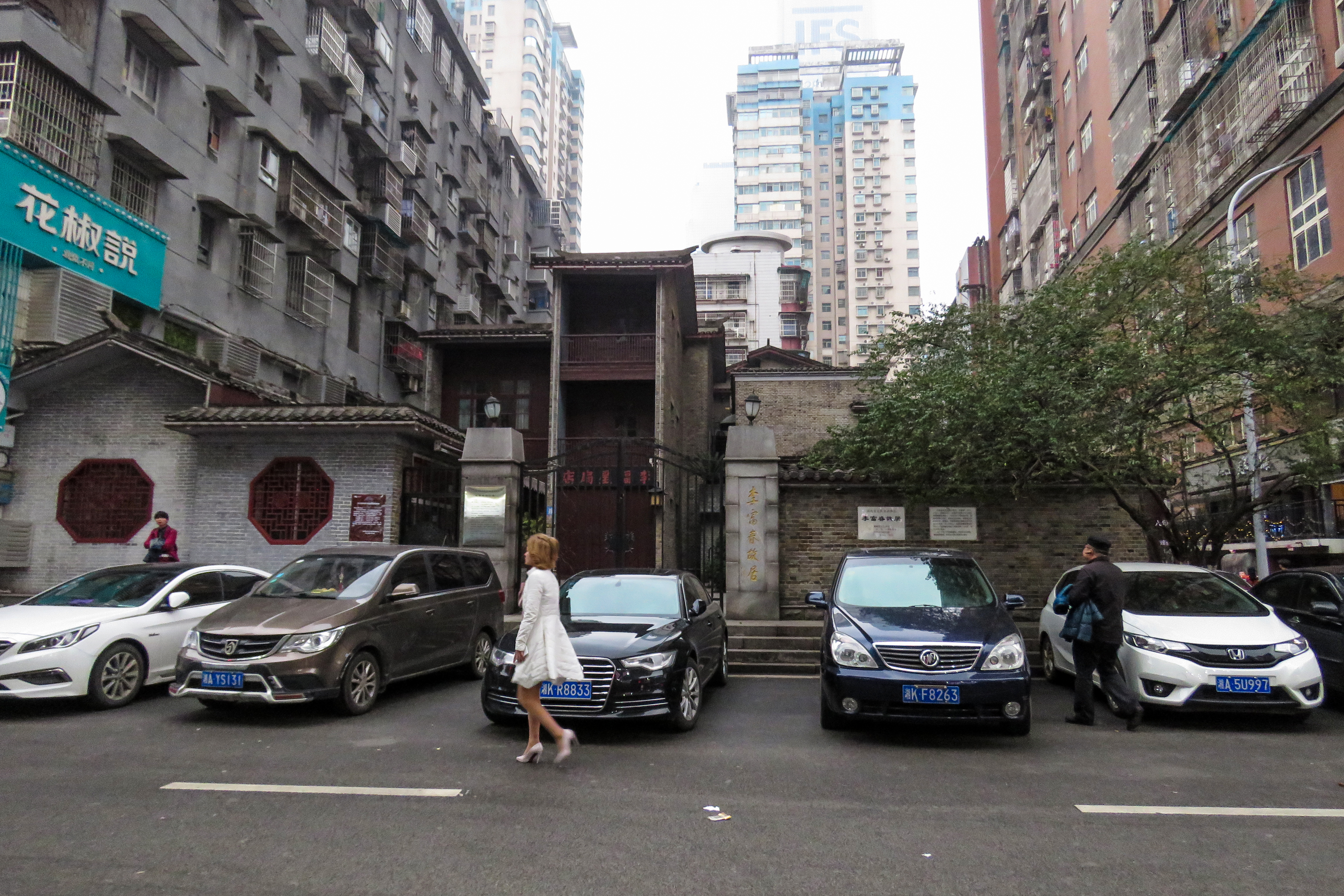
重建后的李富春故居，挂有“李福星扇店”牌匾

李富春故居现位于长沙市天心区三兴街，是砖木结构的二层民居。1938年毁于文夕大火，后按原貌重建。